# Neurey-lès-la-Demie
Neurey-lès-la-Demie ist eine Gemeinde im französischen Département Haute-Saône in der Region Bourgogne-Franche-Comté.

## Geographie
Neurey-lès-la-Demie liegt auf einer Höhe von 342 m über dem Meeresspiegel, etwa sechs Kilometer südöstlich von Vesoul (Luftlinie). Das Dorf erstreckt sich im zentralen Teil des Départements, an einem nach Nordwesten exponierten Hang in der hügeligen Landschaft, die sich zwischen den Flusstälern von Saône im Nordwesten und Ognon im Südosten ausdehnt.
Die Fläche des 9,70 km² großen Gemeindegebiets umfasst einen Abschnitt im Bereich Hügellandschaft südlich von Vesoul. Die nordwestliche Grenze verläuft in einer Mulde, die durchschnittlich auf 280 m liegt. Sie weist eine Breite von ungefähr 1,5 Kilometern auf und öffnet sich nach Nordosten zum Tal der Colombine. Von der Mulde erstreckt sich das Gemeindeareal nach Südosten über den Hang von Neurey bis auf die angrenzenden Höhen von Bois des Rêpes (bis 410 m) und Bois du Rontourey, auf dem mit 446 m die höchste Erhebung von Neurey-lès-la-Demie erreicht wird. Dazwischen leitet ein Sattel zur Hochfläche von Bas des Vaux über. Mit einem schmalen Zipfel reicht der Gemeindeboden nach Osten über die Höhe La Taille (405 m) bis zum Montcuchot. Das Gebiet besteht aus einer Wechsellagerung von sandig-mergeligen und kalkigen Schichten der mittleren Jurazeit. Auf dem gesamten Gemeindegebiet gibt es keine nennenswerten oberirdischen Fließgewässer, weil das Niederschlagswasser im verkarsteten Untergrund versickert.
Zu Neurey-lès-la-Demie gehört der Weiler Les Angelots (370 m) am Hang östlich des Bois du Rontourey. Nachbargemeinden von Neurey-lès-la-Demie sind Quincey im Norden, Villers-le-Sec im Osten, Dampierre-sur-Linotte und Filain im Süden sowie Vallerois-Lorioz und La Demie im Westen.

## Geschichte
Im Mittelalter gehörte Neurey-lès-la-Demie zur Freigrafschaft Burgund und darin zum Gebiet des Bailliage d’Amont. Zusammen mit der Franche-Comté gelangte der Ort mit dem Frieden von Nimwegen 1678 definitiv an Frankreich. Heute ist Neurey-lès-la-Demie Verwaltungssitz des sechs Ortschaften umfassenden Gemeindeverbandes Communauté de communes du Chanois.

## Sehenswürdigkeiten
Die dreischiffige Dorfkirche Saint-Remi in Neurey-lès-la-Demie wurde im 19. Jahrhundert erbaut. Von 1682 stammt das heutige Schloss, das eine Kapelle beherbergt. Etwas außerhalb des Dorfes befindet sich ein Rundturm, der als Tour de Dîme bezeichnet wird.

## Bevölkerung
| Jahr                       | 1962 | 1968 | 1975 | 1982 | 1990 | 1999 | 2006 | 2018 |
| Einwohner                  | 449  | 471  | 441  | 414  | 352  | 344  | 340  | 335  |
| Quellen: Cassini und INSEE |      |      |      |      |      |      |      |      |

Mit 352 Einwohnern (1. Januar 2022) gehört Neurey-lès-la-Demie zu den kleineren Gemeinden des Départements Haute-Saône. Nachdem die Einwohnerzahl in der ersten Hälfte des 20. Jahrhunderts stets im Bereich zwischen 390 und 460 Personen gelegen hatte, wurde seit Beginn der 1970er Jahre ein Bevölkerungsrückgang verzeichnet.

## Wirtschaft und Infrastruktur
Neurey-lès-la-Demie war bis weit ins 20. Jahrhundert hinein ein vorwiegend durch die Landwirtschaft (Ackerbau, Obstbau und Viehzucht) und die Forstwirtschaft geprägtes Dorf. Heute gibt es einige Betriebe des lokalen Kleingewerbes. Wichtigster Arbeitgeber ist ein Alters- und Seniorenzentrum. In den letzten Jahrzehnten hat sich das Dorf zu einer Wohngemeinde gewandelt. Viele Erwerbstätige sind deshalb Wegpendler, die in der Agglomeration Vesoul ihrer Arbeit nachgehen.
Der Ort liegt abseits der größeren Durchgangsachsen an einer Departementsstraße, die von Quincey nach Filain führt. Weitere Straßenverbindungen bestehen mit La Demie und Vellefaux.